# Meszlen
Meszlen is een plaats (község) en gemeente in het Hongaarse comitaat Vas. Meszlen telt 232 inwoners (2001).